# مارغريت تشن
مارغريت تشن (بالإنجليزية: Margaret Chen)‏ هي نحّاتة جامايكية، ولدت في 1951.